# فالديمارشفيك
فالديمارشفيك هي مدينة (تعداد سكانها يقارب 3000) تقع في اوسترغوتلاند, في مملكة السويد. تنتمي هذه المدينة لبلدية فالديمارشفيك، مقاطعة اوسترغوتلاند.
ذكرت مدينة فالديمارشفيك لأول مرّة في العام 1664

## أعلام
- جوناثان أندرسون
- نيلس ليدهولم
- غوستاف فرانزن